# 광양창조경제혁신센터
광양창조경제혁신센터(光陽創造經濟革新센터, Gwangyang  Center for Creative Economy & Innovation)는 소재·부품, 에너지·환경 분야 벤처기업을 적극적으로 지원하여 아이디어 창업지원 허브 구축, 강소기업 육성과 지역 일자리 창출, 동반성장 프로그램과 연계한 우수 벤처창업을 이끌어내기 위하여 설립된 기관이다. 연면적 792m2(약 240평) 규모로 예비 창업자를 위한 사무공간과 모형제품 전시실, 컨설팅룸, 세미나실 등을 갖추고 있다.
전라남도 광양시 금호로 187-12 (금호동 700) 포항산업과학연구원 청정석탄화학연구센터 내에 있다.

## 설립 근거
- 창조경제 민관협의회 등의 설치 및 운영에 관한 규정[5]

## 연혁
- 2015년 8월 25일 광양창조경제혁신센터 개소식[6]

## 같이 보기
- 광양만권경제자유구역청
- 민관합동창조경제추진단
- 전국창조경제혁신센터협의회
- 서울창조경제혁신센터
- 인천창조경제혁신센터
- 경기창조경제혁신센터
- 강원창조경제혁신센터
- 세종창조경제혁신센터
- 충북창조경제혁신센터
- 대전창조경제혁신센터
- 충남창조경제혁신센터
- 전북창조경제혁신센터
- 광주창조경제혁신센터
- 빛가람창조경제혁신센터
- 전남창조경제혁신센터
- 대구창조경제혁신센터
- 경북창조경제혁신센터
- 포항창조경제혁신센터
- 부산창조경제혁신센터
- 울산창조경제혁신센터
- 경남창조경제혁신센터
- 제주창조경제혁신센터
- 문화창조융합센터